# Mula thrinacis
Mula thrinacis är en insektsart som beskrevs av Ronald Gordon Fennah 1952. Mula thrinacis ingår i släktet Mula och familjen Derbidae. Inga underarter finns listade i Catalogue of Life.